# Apus
Apus, a ave-do-paraíso, é uma constelação do hemisfério celestial sul. O genitivo, usado para formar nomes de estrelas, é Apodis.
As constelações vizinhas, segundo as fronteiras modernas, são o Pavão, o Altar, o Triângulo Austral, o Compasso, a Mosca, o Camaleão e o Oitante.

## História
Apus foi uma das 12 constelações criadas por Petrus Plancius a partir de observações de Pieter Dirkszoon Keyser e Frederick de Houtman e apareceu pela primeira vez em um globo celeste de 35 cm de diâmetro publicado em 1597 (ou 1598) em Amsterdã por Plancius com Jodocus Hondius. Plancius chamou a constelação de "Paradysvogel Apis Indica"; a primeira palavra é "ave-do-paraíso" em holandês, e as outras são "Abelha Indiana" em latim; "apis" ("abelha" em latim) é presumivelmente um erro para "avis" ou "ave". O nome "Apus" é derivado do grego "apous", significando "sem pé", que se referia à ideia ocidental que a ave-do-paraíso não tinha pé, um equívoco gerado pelo fato de que as únicas espécimes disponíveis no ocidente tinham os pés e asas removidos.
Após sua introdução no globo de Plancius, a primeira representação conhecida da constelação em um atlas celeste foi em Uranometria de Johann Bayer de 1603, onde ela era chamada de "Apis Indica".

## Objetos notáveis

### Estrelas
- α Apodis é uma gigante laranja a 411 anos-luz de distância, com uma magnitude aparente de 3,8.[4][3]
- β Apodis é uma gigante laranja a 158 anos-luz de distância, com uma magnitude aparente de 4,2.[4]
- γ Apodis é uma gigante laranja a 160 anos-luz de distância, com uma magnitude aparente de 3,9.[4]
- δ Apodis é uma estrela dupla com uma sepração de 103 segundos de arco.[3] δ1 é uma gigante vermelha a 765 anos-luz da Terra, com uma magnitude de 4,7. δ2 é uma gigante laranja[3] a 663 anos-luz de distância, com uma magnitude aparente de 5,3. Os componentes podem ser distinguidos com telescópio ou binóculo.[4]
- θ Apodis é uma gigante vermelha variável e uma distância de 328 anos-luz com um período de aproximadamente quatro meses,[4] ou 109 dias.[3] Tem uma magnitude aparente máxima de 4,8 e mínima de 6,1.[3]

### Objetos de céu profundo
- NGC 6101 é um aglomerado globular de 14ª magnitude, localizado 7° a norte de γ Aps.[3]
- IC 4499 é um aglomerado globular pouco denso no no halo galáctico médio-distante.[5] Sua magnitude aparente é de 10,6,[6] e é único porque é mais jovem que a maioria dos outros aglomerados globulares na região conforme determinado por sua metalicidade.[5]
- IC 4633 é uma galáxia espiral muito fraca.[3]